# New York Knicks 2008-2009
La stagione 2008-09 dei New York Knicks fu la 60ª nella NBA per la franchigia.
I New York Knicks arrivarono quinti nella Atlantic Division della Eastern Conference con un record di 32-50, non qualificandosi per i play-off.

## Roster
| N° | Naz.                   | Ruolo | Sportivo           | Anno | Alt. | Peso |
| -- | ---------------------- | ----- | ------------------ | ---- | ---- | ---- |
| 0  | Stati Uniti (bandiera) | G     | Larry Hughes       | 1979 | 196  | 83   |
| 1  | Stati Uniti (bandiera) | G     | Chris Duhon        | 1982 | 185  | 84   |
| 2  | Stati Uniti (bandiera) | A     | Tim Thomas         | 1977 | 208  | 104  |
| 4  | Stati Uniti (bandiera) | G     | Nate Robinson      | 1984 | 175  | 82   |
| 5  | Stati Uniti (bandiera) | A     | Joe Crawford       | 1986 | 196  | 95   |
| 5  | Stati Uniti (bandiera) | G     | Anthony Roberson   | 1983 | 188  | 82   |
| 7  | Stati Uniti (bandiera) | A     | Al Harrington      | 1980 | 206  | 104  |
| 8  | Italia (bandiera)      | A     | Danilo Gallinari   | 1988 | 208  | 102  |
| 9  | Stati Uniti (bandiera) | A     | Chris Wilcox       | 1982 | 208  | 100  |
| 11 | Stati Uniti (bandiera) | G     | Jamal Crawford     | 1980 | 198  | 84   |
| 13 | Stati Uniti (bandiera) | C     | Jerome James       | 1975 | 213  | 136  |
| 18 | Senegal (bandiera)     | A     | Saer Sene          | 1986 | 211  | 104  |
| 20 | Stati Uniti (bandiera) | A     | Jared Jeffries     | 1981 | 211  | 104  |
| 21 | Stati Uniti (bandiera) | A     | Wilson Chandler    | 1987 | 203  | 100  |
| 23 | Stati Uniti (bandiera) | G     | Quentin Richardson | 1980 | 198  | 101  |
| 25 | Stati Uniti (bandiera) | G     | Mardy Collins      | 1984 | 198  | 100  |
| 25 | Senegal (bandiera)     | C     | Cheikh Samb        | 1984 | 216  | 111  |
| 31 | Stati Uniti (bandiera) | A     | Malik Rose         | 1974 | 201  | 113  |
| 34 | Stati Uniti (bandiera) | C     | Eddy Curry         | 1982 | 211  | 129  |
| 35 | Stati Uniti (bandiera) | A     | Demetris Nichols   | 1984 | 203  | 98   |
| 42 | Stati Uniti (bandiera) | A     | David Lee          | 1983 | 206  | 113  |
| 44 | Stati Uniti (bandiera) | C     | Courtney Sims      | 1983 | 208  | 111  |
| 50 | Stati Uniti (bandiera) | A     | Zach Randolph      | 1981 | 206  | 115  |

## Staff tecnico
- Allenatore: Mike D'Antoni
- Vice-allenatori: Kenny Atkinson, Greg Brittenham, Dan D'Antoni, Phil Weber, Herb Williams